# Благословение (литургия)
Благослове́ние (лат. benedictio, от bene — «хорошо» и dicere — «говорить») как элемент литургии — короткий призыв к божественной помощи, благословению и наставлению, обычно в конце богослужения.
Ещё с раннехристианского периода в литургическом богослужении использовались церемониальные благословения, особенно в конце службы. Такие благословения регулярно практиковались как на христианском Востоке, так и в западно-христианской среде. К подобным благословениям Католической церкви можно причислить Апостольское благословение, совершаемое папой римским и его делегатами, и последнее благословение умирающих. Англиканская церковь сохранила принцип благословления после протестантской Реформации, и в результате благословением завершается большинство англиканских, а также методистских богослужений.
Распространённой формой благословения в баптистских и литургических протестантских церквях является то, что проповедник поднимает руки и произносит слова библейского Ааронова благословения. Это дополнение к мессе было сделано Мартином Лютером в его Немецкой мессе и остаётся традиционным в лютеранских церквях. Многие протестантские деноминации, такие как Методистская церковь, используют благословения при закрытии своих церковных служб. Такие благословения могут быть взяты из Священного Писания, написаны членом церкви или быть комбинацией обоих вариантов.